# Le Ménil-Vicomte
Le Ménil-Vicomte (lə me.nil.vi.kɔ̃tⓘ) es una población y comuna francesa, situada en la región de Baja Normandía, departamento de Orne, en el distrito de Argentan y cantón de Le Merlerault.

## Demografía
| 69 | 64 | 62 | 36 | 38 | 42 |
| Para los censos de 1962 a 1999 la población legal corresponde a la población sin duplicidades (Fuente: INSEE [Consultar]) |    |    |    |    |    |